# Todd Grisham
Todd Grisham  (Hattiesburg (Mississippi), 9 januari 1976) is een Amerikaans presentator die werkt voor de ESPN. Grisham is best bekend voor zijn tijd in de WWE als backstage interviewer, play-by-play commentator en gedeeltelijk ringaankondiger.

## Job titels
- Heat Play-by-Play Commentator (2004–2008)
- Byte This! host (2004–2006)
- The Experience Gastheer (2004–2006)
- The Bottom Line Gastheer (2004–2007)
- Raw (vervanger) Play-by-Play commentator (2006)
- Raw (vervanger) Ringaankondiger (2006, 2007)
- Raw Backstage Interviewer (2004–2009)
- Fox Soccer Channel Host and Play-by-Play commentator (2007-2011)
- ECW Play-by-Play Commentator (2008–2009)
- WWE Friday Night SmackDown Backstage Interviewer (2009-2011)
- Friday Night SmackDown Play-by-Play Commentator (2009–2010)
- WWE Superstars Play-by-Play Commentator (2009–2010) [15]
- WWE NXT Play-by-Play Commentator (2010-2011)
- WWE Pay-Per-View Backstage Interviewer (2009–2011)
- ESPN-werknemer (huidig positie is onbekend) (2011-heden)

## Prestaties
- World Wrestling Entertainment
  - Slammy Award
    - "Best Announce Team" (2008) met Matt Striker

- Wrestling Observer Newsletter awards
  - Worst Television Announcer (2004 & 2006)